# Clayton James Cubitt

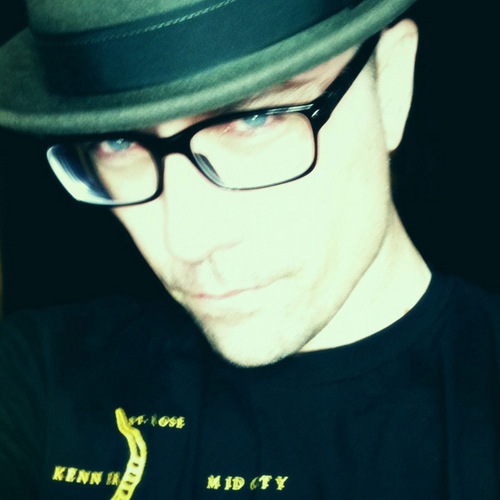
Clayton James Cubitt, 2012

Clayton James Cubitt (* 2. März 1972 in New Orleans, USA) ist ein amerikanischer Fotograf. Seine Arbeiten bewegen sich zwischen den Genres Modefotografie, Kunstfotografie und Pornografie.

## Leben und Karriere
Clayton Cubitt wuchs in New Orleans und anderen Orten am Golf von Mexiko auf und zog im Jahr 2000 nach Brooklyn, New York, wo er noch heute lebt.
Seine ersten Veröffentlichungen geschahen in Form des Blogs „The Daily Siege“ (Der tägliche Belagerungszustand) der Kultur/Sex-Zeitschrift Nerve. Neben seinen ersten Fotos, vorwiegend von spärlich bekleideten Frauen, erscheinen da auch Texte von Cubitt über Politik und Fotografie. 2005 experimentierte er mit digitaler Fotobearbeitung, indem er Partikeleffekte auf die Aufnahmen anwendete. Sie erschienen im Metropop Magazine. Im selben Jahr besuchte er seine Geburtsstadt nach der Verwüstung durch den Wirbelsturm Katrina. Er porträtierte die weitgehend zerstörte Gegend, in der er aufgewachsen war, und ihre Menschen. Die Veröffentlichung als Blog unter dem Titel „Operation Eden“ galt für viele Rezensenten (MSNBC, Rolling Stone, Life) als beispielhaft für urbane fotografische Dokumentation.
2008 begann Cubitt, sich mit dem Medium Film zu beschäftigen. Er filmte Menschen, die vor der Kamera längere Zeit still sitzen sollten. Daraus entstand 2012 die Idee, Frauen vor der Kamera aus Büchern vorlesen zu lassen, während sie laut Cubitt mit Hilfe eines Vibrators zum Orgasmus gebracht wurden. Die Filme wurden in Schwarzweiß gedreht, zeigen bekleidete Frauen an einem Tisch und wurden unter dem Titel „Hysterical Literature“ mit weit über einer Million Abrufen auf dem Videoportal Youtube veröffentlicht.